# موريس باول
موريس باول (بالألمانية: Maurice Paul)‏ (3 فبراير 1992 ديبورغ ألمانيا - ) هو لاعب كرة قدم ألماني يلعب كحارس مرمى.